# 謝恩·達菲
謝恩·帕特里克·迈克尔·達菲（英語：Shane Patrick Michael Duffy；1992年1月1日—）是一位愛爾蘭足球運動員。在場上的位置是中後衛。他現在效力於英冠球隊诺维奇城。他出身自埃弗顿的青訓系統。他也代表愛爾蘭國家足球隊參賽。

## 榮譽
白禮頓
- 英格蘭足球冠軍聯賽亞軍：2016–17[3]

些路迪
- 蘇格蘭足總盃：2019–20

個人
- FAI Senior International Player of the Year: 2017,[4] 2018[5]
- 白禮頓賽季最佳球員：2018–19